# Michal Vičan
Michal Vičan (26. března 1925, Hlohovec – 27. ledna 1986, Bratislava) byl slovenský fotbalista, obránce a trenér, československý reprezentant. Dlouhá léta Vičan trpěl nespravedlivým osočením z udavačství, a to v případu procesu s jeho spoluhráči ze Slovanu 50. let. V protokolech se objevil svědek jménem Vicen, což zavdalo podnět k pověstem o Vičanově spolupráci s StB v tomto procesu. Až po roce 1989 bylo prokázáno, že šlo o náhodnou podobu dvou jmen.

## Fotbalová kariéra
Za československou reprezentaci odehrál v letech 1947–1952 deset utkání. Patřil k jádru slavného mužstva Slovanu Bratislava 50. let, získal s ním čtyři mistrovské tituly v letech 1949, 1950, 1951 a 1955. Hrál ve Slovanu v letech 1945–1957 a odehrál 231 ligových utkání. Český sportovní novinář a historik Zdeněk Šálek o něm v encyklopedii Slavné nohy napsal: "Výborný poziční hráč robustnější postavy." V Poháru mistrů evropských zemí nastoupil ve 3 utkáních.

## Ligová bilance
| Ročník                                     | Zápasy | Góly | Klub                 |
| ------------------------------------------ | ------ | ---- | -------------------- |
| Státní liga 1945/46                        | -      | 0    | ŠK Bratislava        |
| Státní liga 1946/47                        | -      | 2    | ŠK Bratislava        |
| Státní liga 1947/48                        | -      | 1    | ŠK Bratislava        |
| Státní liga 1948                           | -      | 0    | ŠK Bratislava        |
| Celostátní československé mistrovství 1949 | -      | 1    | Sokol NV Bratislava  |
| Celostátní československé mistrovství 1950 | -      | 0    | Sokol NV Bratislava  |
| Celostátní československé mistrovství 1950 | -      | 0    | ATK Praha            |
| Mistrovství československé republiky 1951  | -      | 1    | Sokol NV Bratislava  |
| Mistrovství československé republiky 1952  | -      | 0    | Sokol NV Bratislava  |
| Přebor československé republiky 1953       | -      | 0    | Sokol Bratislava ÚNV |
| Přebor československé republiky 1954       | -      | 0    | Sokol Bratislava ÚNV |
| Přebor československé republiky 1955       | -      | 0    | Slovan Bratislava    |
| 1. československá fotbalová liga 1956      | -      | 0    | Slovan Bratislava    |
| 1. československá fotbalová liga 1957/58   | -      | 1    | Slovan Bratislava    |
| 1. československá liga CELKEM              | 231    | 6    |                      |

## Trenérská kariéra
Po skončení hráčské kariéry se stal úspěšným trenérem, vedl mužstvo Slovanu Bratislava, které roku 1969 vybojovalo Pohár vítězů pohárů, což byl největší klubový úspěch československého fotbalu celé jeho historie. Slovan trénoval v letech 1968–1971, 1976–1977 a ještě 1982–1983. Pět let vedl rovněž polský tým Ruch Chorzów, s nímž vybojoval polský titul (1974) i polský pohár (1975).